# 格雷姆山口

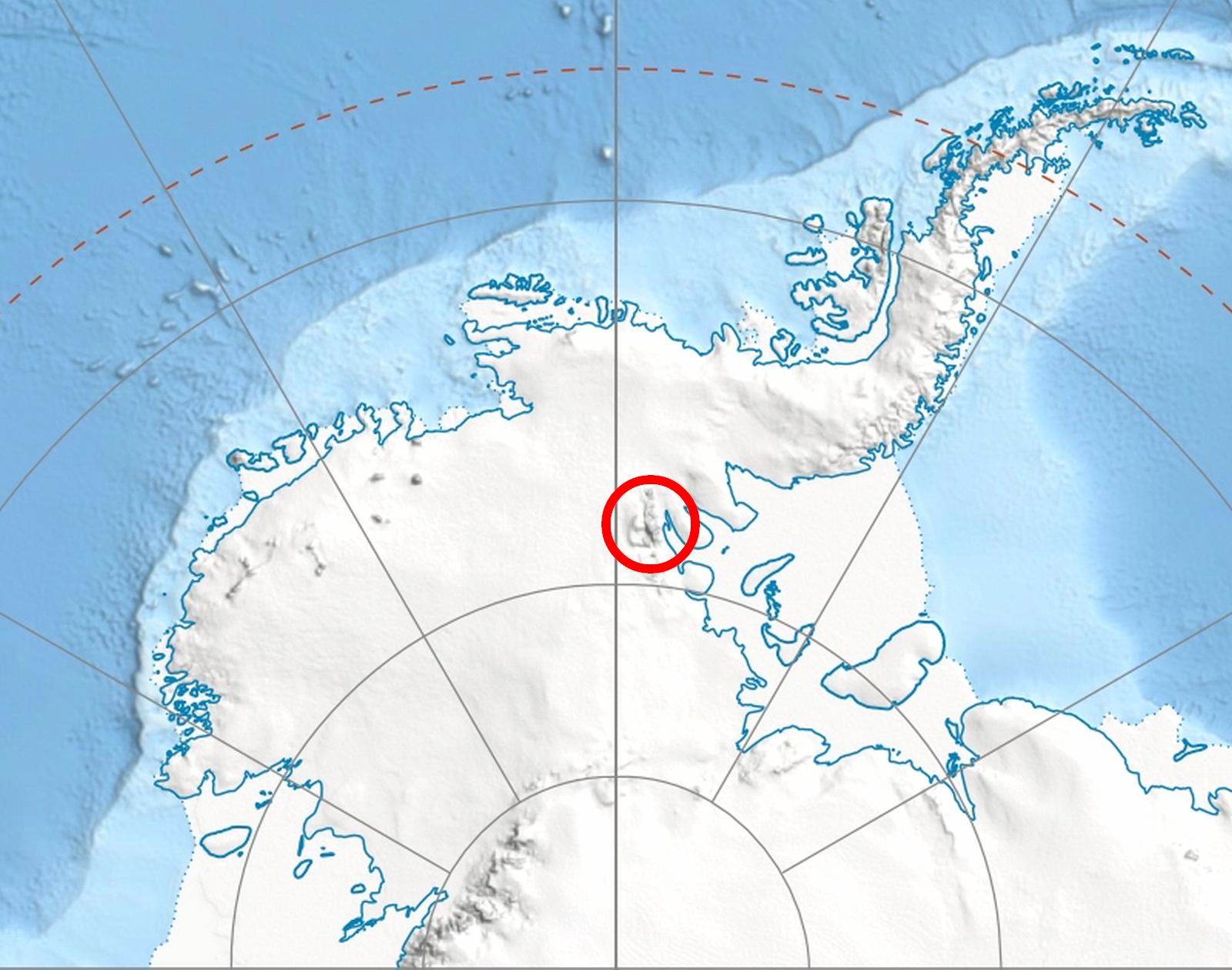

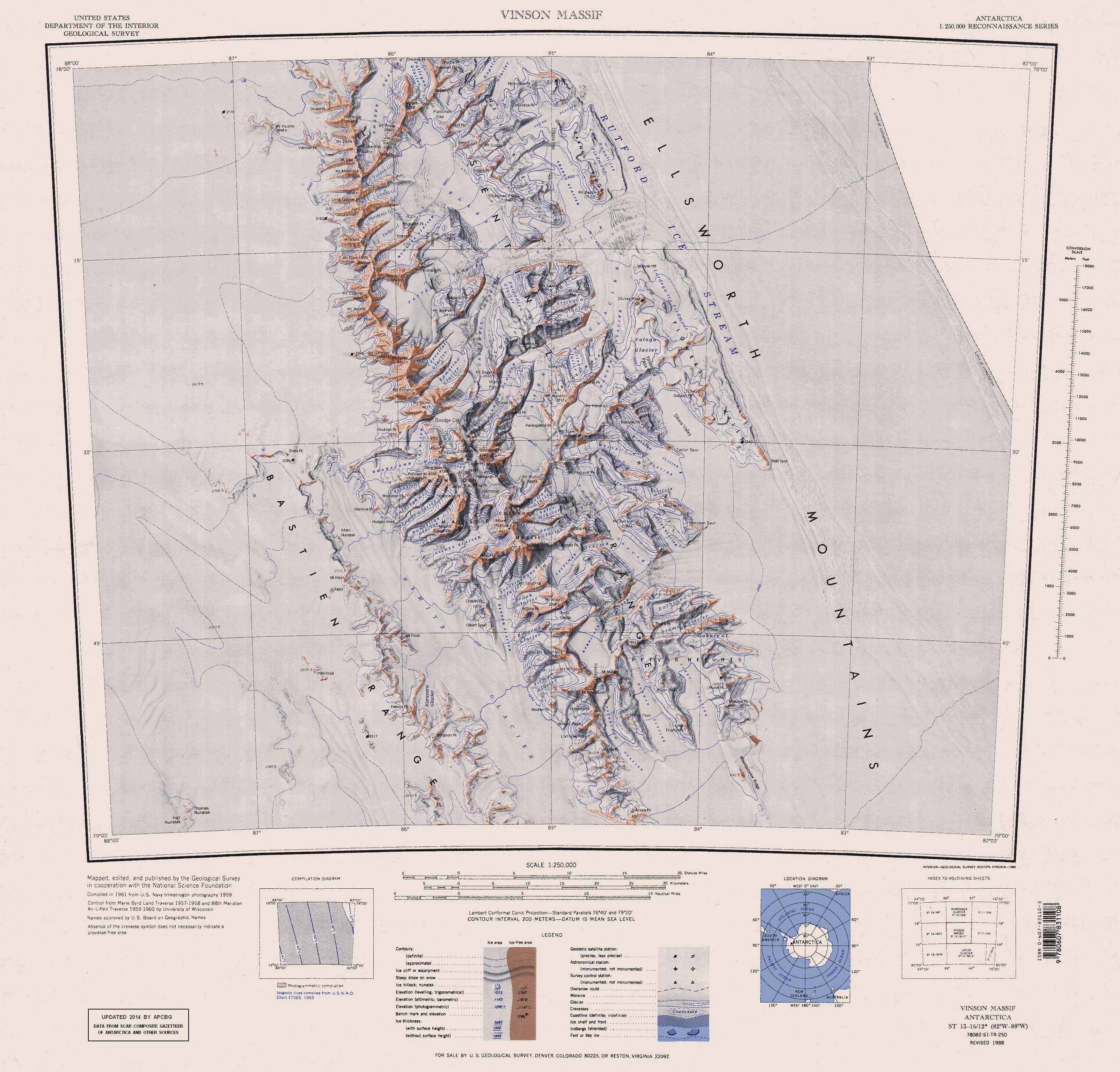

格雷姆山口（英語：Goreme Col），是南極洲的山口，位於埃爾斯沃思地，處於莫赫爾山東北面2.94公里、馬茨峰以東8.15公里、瓦南德峰東南面8.66公里、塔克山西南面4.65公里和普羅塞尼克峰西北面1.47公里，屬於埃爾斯沃思山脈中森蒂納爾嶺的一部分，海拔高度2,700米，現時由南極條約體系管理。